# Плато Блоке

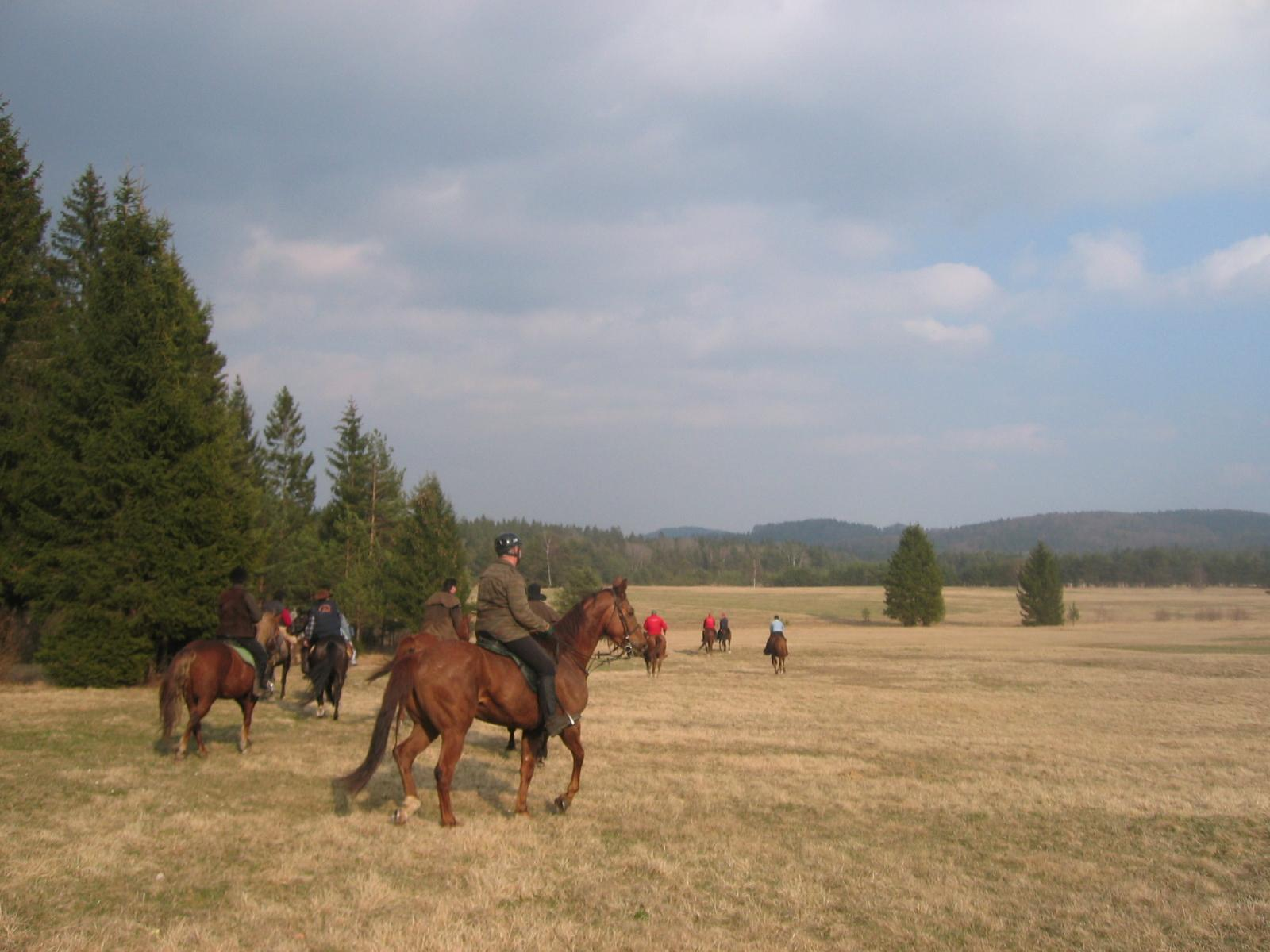
Плато Блоке

Плато Блоке (словен. Bloška planota, Bloke) — це широке плато, подібне до чаші, на південному заході Словенії, частина традиційного регіону Внутрішньої Карніоли.

## Географія
Плато Блоке складає приблизно 15 кілометрів (9,3 милі) і 10 кілометрів (6,2 милі). Воно має висоту від 700 метрів до 2 800 футів. Разом із тектонічним блоком Ракітна плато окреслено двома різними динарськими розломами. За словами географа Антона Меліка, плато є залишком пліоценського пінеплану посеред омолодженої місцевості. Погано проникний карстовий вапняк та тріасовий доломіт (у північній частині плато) зумовили утворення типових поверхневих водотоків (Блошчицький крик та Блатніцький струмок), які обмежені вологими луками та мінератрофними водоростями. Озеро Блоке (словен. Bloško jezero), водосховище, лежить біля поселення Волччо. Вода тече під землею від Блочного плато до озера Черкніца. Багато пагорбів плато поділяють його на долину Блошчиця та долину Лочиця (або долину Фаровщиці), які приєднуються до утворення Карстового поля Блоке-Фара (словен. Bloško-Farovško polje). На плато 45 населених пунктів, адміністративно належать до муніципалітету Блоке.
До Плато Блоке можна дістатися з декількох напрямків, особливо з Любляни та Прибережжя через автостраду А1 та місто Унек через Черкніцю та з Нижньої Карніоли через Рибніцю та Содражіцу.

## Історія
Плато Блоке вперше згадується в письмових документах у 1260 році, а його центральне поселення Нова Вас у 1341 р. Територія була заселена в І тисячолітті до н.е. япідами (іллірійським племенем). В епоху Римської дороги через Аквілею та Кварнерську затоку до Паннонського басейну вела дорога Блоке-плато. Залишки оборонної стіни та римської вежі біля села Бенете свідчать про це.

## Культурна спадщина
Культурно плато Блоке відоме як місце виникнення лиж у Словенії і тут щороку проводяться змагання з бігових лиж. Плато Блоке давно перекреслене торговими шляхами, що з'єднують внутрішні місця Карніоли, особливо Нижню Карніолу та Внутрішню Карніолу з Хорватією.